# Sprengelia sprengelioides
Sprengelia sprengelioides är en ljungväxtart som först beskrevs av Robert Brown, och fick sitt nu gällande namn av George Claridge Druce. Sprengelia sprengelioides ingår i släktet Sprengelia och familjen ljungväxter. Inga underarter finns listade i Catalogue of Life.